# روبرتو فانو
روبرتو فانو (انگلیسی: Robert Fano؛ زادهٔ ۱۱ نوامبر ۱۹۱۷) یک ریاضی‌دان آمریکایی متولد ایتالیا است.
وی همچنین برنده جوایزی همچون جایزه کلود شانون شده‌است.